# Moshi
Moshi je grad na sjeveroistoku Tanzanije, u podnožju planine Kilimandžaro. Administrativno pripada regiji Kilimandžaro. Kenijska je granica udaljena svega 30-ak km. Grad leži na cesti koja povezuje Arushu s Mombasom u Keniji.
Zbog svog je položaja često polazna točka za planinare pri uspinjanju na Kilimandžaro. 
Godine 2002. Moshi je imao 143.799 stanovnika, čime je bio 9. grad po brojnosti u Tanzaniji.

## Vanjske poveznice
- Moshi na stranici Turističke zajednice Tanzanije  Arhivirana inačica izvorne stranice od 14. siječnja 2010. (Wayback Machine) (engl.)

### Ostali projekti
|  | Zajednički poslužitelj ima još gradiva o temi Moshi |